# Talk (musikalbum)
Talk är det progressiva rockbandet Yes fjortonde studioalbum.
Skivan är, i likhet med 90125 och Big Generator uppbyggd på en mer melodisk grund snarare än den utdragna, symfoniska rock vilken bandet gjort sig kända med på 70-talet. Här återfinns dock den längre sviten "Endless Dream", skriven av bandets dåvarande gitarrist Trevor Rabin som dessutom spelar alla keyboards och gitarrer på låten. Överlag domineras "Talk" av Rabin som förutom att ha skrivit alla låtar och gjort alla arrangemang även var producent. Skivan blev vid sin release mottagen väl men sålde inte i någon större upplaga. Den har dock fått upprättelse i efterhand som en "bortglömd klassiker".
Albumet är även det sista med Rabin som efter den påföljande turnén hoppade av bandet och istället började komponera filmmusik.

## Låtförteckning
1. "The Calling" - (Rabin/Anderson/Squire) – 6:56
2. "I Am Waiting" - (Rabin/Anderson) – 7:25
3. "Real Love" - (Squire/Rabin/Anderson) – 8:49
4. "State Of Play" - (Rabin/Anderson) – 5:00
5. "Walls" - (Rabin/Hodgson/Anderson) – 4:57
6. "Where Will You Be" - (Rabin/Anderson) – 6:09
7. "Endless Dream: Silent Spring/Talk/Endless Dream [Instrumental]" - (Rabin/Anderson) – 15:44